# Diamesa arctica
Diamesa arctica är en tvåvingeart som först beskrevs av Karl Henrik Boheman 1865.  Diamesa arctica ingår i släktet Diamesa och familjen fjädermyggor. Arten är reproducerande i Sverige. Inga underarter finns listade i Catalogue of Life.